# アオミズナギドリ

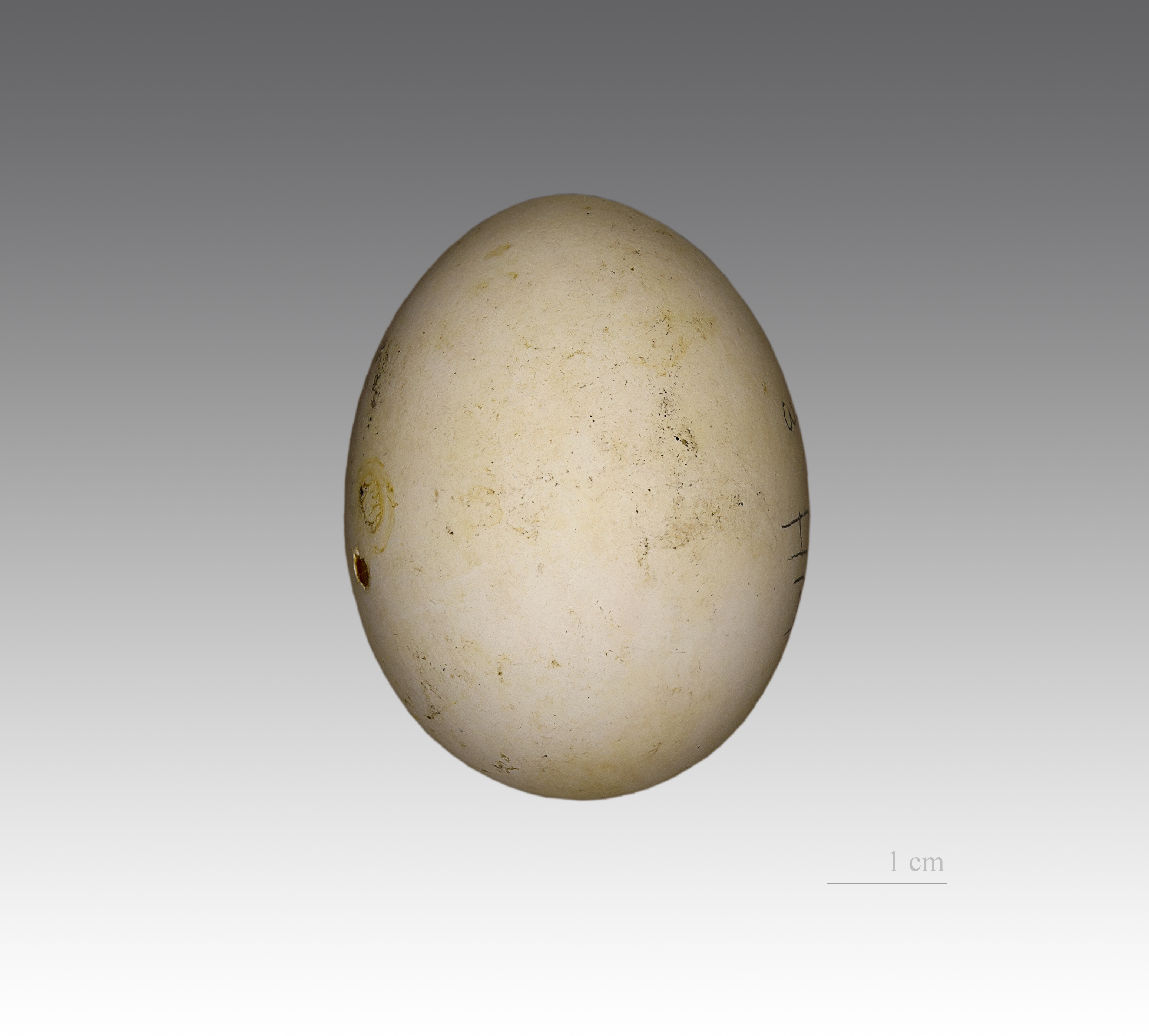
本種の卵。

アオミズナギドリ(青水凪鳥、青水薙鳥、学名：Halobaena caerulea）は、ミズナギドリ目ミズナギドリ科に分類される鳥類の一種。
本種のみでアオミズナギドリ属(学名:Halobaena)を構成する。